# 城市经济学
城市经济学广义上是对城市地区的经济研究；因此，它涉及使用经济学工具来分析城市问题，例如犯罪、教育、公共交通、住房和地方财政。更具体而言，它是研究城市空间结构以及家庭和企业区位的微观经济学的一个分支(Quigley 2008)。
许多城市经济分析依赖于特定的城市空间结构模型，即1960年代由威廉·阿隆索、理查德·穆斯和埃德温·米尔斯率先提出的单中心城市模型。大多数其他形式的新古典经济学没有考虑个人和组织之间的空间关系，而城市经济学则侧重研究这些空间关系，以了解城市形成、运作和发展的经济动因。
自1964年提出以来，阿隆索的单中心城市模型，即圆盘状的中间为中央商务区（CBD）、周边为住宅区的模型，一直是城市经济分析的起点。但由于技术进步，特别是更高效、廉价的交通方式（使通勤者可以住在离CBD的工作地点更远的地方）和通信技术（使后台运营可以迁出CBD）出现，城市的单中心特征随着时间的推移而逐渐减弱。
此外，近来也有研究试图解释约耳·加罗提出的边缘城市中描述的多中心性。目前已经有多种关于多中心扩张的解释，并总结成为模型，这些模型考虑了诸如平均土地租金降低带来的效用收益和聚集經濟带来的边际效益递增（或恒定）等因素(Strange 2008)。

## 简介
城市经济学植根于范杜能、威廉·阿隆索、瓦尔特·克里斯塔勒和奥古斯特·勒施的区位论，这些理论开拓了对空间经济的分析(Capello & Nijkamp 2004，第3–4頁)。经济学是对稀缺资源分配的研究，由于所有经济现象都发生在一个地理空间内，因此城市经济学侧重于与城市地区相关的不同的空间之间的资源分配(Arnott & McMillen 2006，第7頁)。经济学的其他分支忽略了决策的空间层面，但城市经济学不仅关注企业的选址决策，还关注城市本身的选址决策，因为城市本身代表经济活动的中心(O'Sullivan 2003，第1頁)。
许多空间经济的话题可以在城市或区域经济的框架内进行分析，这是因为有的经济现象主要影响局部城市地区，而另一些则可能影响更广大的区域。阿瑟·奥沙利文认为，城市经济学可分为六个相关主题：城市发展中的市场力量、城市内部的土地使用、城市交通、城市问题和公共政策、住房和公共政策，以及地方政府支出和税收(O'Sullivan 2003，第13–14頁)。

## 城市发展中的市场力量
城市发展中的市场力量与企业和家庭的区位决策如何导致城市发展有关。市场的性质和行为在一定程度上取决于其区位，因此市场表现部分取决于地理条件(McCann 2001，第1頁)。一家位于地理上孤立的地区的公司，其市场表现将不同于位于集中地区的公司。企业和家庭的选址决定创造了规模和经济结构不同的城市。当产业聚集时，比如在加利福尼亚的硅谷，它们会创造出拥有主导企业和独特经济的城市地区。
通过研究公司和家庭的选址决策，城市经济学家能够理解为何城市在某地发展起来，为何一些城市大而另一些小，是什么导致经济增长和衰退，以及地方政府如何影响城市增长(O'Sullivan 2003，第14頁)。因为城市经济学关注的是有关一座城市的经济的特性和运作的问题，该领域的模型和技术主要用于分析仅限于单个城市范围内的现象(McCann 2001，第2頁)。

## 土地使用
城市经济学家着眼于大都市区内的土地利用，试图分析城市内活动的空间组织。为了解释观察到的土地利用模式，城市经济学家研究企业和家庭在城市内的区位选择。城市经济学通过考虑城市内活动的空间组织，来解决这些问题：什么决定了土地价格，以及为什么地价会随着空间而变化，导致就业从城市中心向外扩散的经济力量，识别土地使用控制，例如土地使用分區，并解释这些控制如何影响城市经济(O'Sullivan 2003，第14頁)。

## 经济政策
经济政策通常在城市层面实施，因此经济政策通常与城市政策挂钩(McCann 2001，第3頁)。城市问题和公共政策与城市经济学息息相关，因为该主题将城市问题（例如贫困或犯罪）与经济学联系起来，通过经济学的指导来回答问题。例如，穷人和穷人聚居在一起的趋势是否会使他们更加贫穷？(O'Sullivan 2003，第15頁)

## 交通与经济
城市交通是城市经济学的一个主题，它会影响土地使用模式，这是因为交通会影响不同地点的相对可达性。将城市交通与城市经济学联系起来的问题包括大多数交通部门的赤字，以及关于轻轨等规划交通发展的效率问题(O'Sullivan 2003，第14頁)。诸如此类的重大工程往往是超支和效益可疑的代名词。

## 住房和公共政策
住房和公共政策也与城市经济学有关，因为住房是一种特殊的商品。房屋是不动的，因此家庭选择住所时，也是在选择区位。城市经济学家结合住房政策的市场效应，分析家庭的区位选择(O'Sullivan 2003，第15頁)。不过，进行这种分析时可能会遇到一些问题，例如资金、不确定性、空间等。

## 政府支出和税收
地方政府支出和税收的最后一个主题与城市经济学有关，它分析大都市地区分散的地方政府的效率(O'Sullivan 2003，第15頁)。

## 延伸阅读
- Garreau, Joel. Edge City: Life on the New Frontier. 1992. Anchor. ISBN 978-0-385-42434-9ISBN 978-0-385-42434-9.
- Kahn, Matthew. Green Cities: Urban Growth and the Environment. 2006. Brookings ISBN 978-0-8157-4816-8.
- Obeng-Odoom, Franklin. Reconstructing Urban Economics: Towards a Political Economy of the Built Environment. 2016. Zed. ISBN 978-1-7836-0659-7ISBN 978-1-7836-0659-7
- Stilwell, Frank. Understanding Cities & Regions: Spatial Political Economy. 1993 ISBN 978-0-9491-3888-0.